# Dracula 3D
Dracula 3D este un film din 2012 co-scris și regizat de Dario Argento, cu actorii Thomas Kretschmann (ca Dracula), Rutger Hauer (ca Abraham Van Helsing) și Marta Gastini ca (Mina Harker) în rolurile principale. Este bazat pe romanul Dracula de Bram Stoker. 

## Distribuție
- Thomas Kretschmann - Dracula
- Rutger Hauer - Abraham Van Helsing
- Marta Gastini - Mina
- Asia Argento - Lucy Kisslinger
- Unax Ugalde - Jonathan Harker
- Miriam Giovanelli - Tania
- Giovanni Franzoni - Renfield